# Cratere Pasch
Pasch  è un cratere sulla superficie di Mercurio.